# 聖公會朴次茅斯教區
聖公會朴次茅斯教區（英語：Diocese of Portsmouth）是英格蘭教會坎特伯雷教省下面的一個教區。成立於1927年5月1日。
轄區包括漢普郡東南部和懷特島，座堂是朴次茅斯座堂。現任主教為喬納森·弗羅斯特。下分三個會吏長區及八個會吏區，管理142個堂區。